# Mikel Alonso

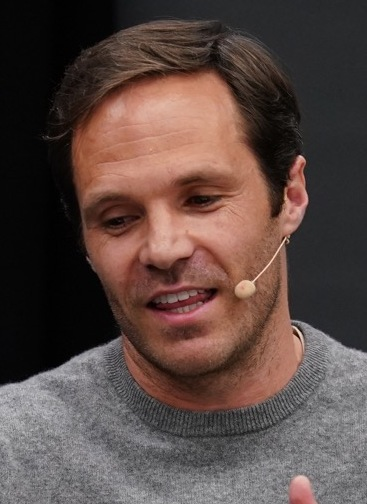
Mikel Alonso

Mikel Alonso Olano (* 16. Mai 1980 in Tolosa) ist ein ehemaliger spanischer Fußballspieler.

## Karriere
Der Baske spielte eine Saison beim englischen Premier-League-Club Bolton Wanderers, bevor er zur Saison 2008/09 nach Spanien zu seinem Heimatverein Real Sociedad San Sebastián zurückkehrte. Dort kam er jedoch unter Trainer Juanma Lillo nicht zum Zuge und wechselte im Januar 2009 zu CD Teneriffa in die Segunda División. Mit Teneriffa feierte er den Aufstieg in die Primera División. In der Saison 2011/12 spielte er für den englischen Drittligisten Charlton Athletic und war von 2014 bis 2018 beim spanischen Drittligisten Real Unión Irún aktiv.
Der defensive Mittelfeldspieler ist der ältere Bruder des baskischen Fußballstars und ehemaligen spanischen Nationalspielers Xabi Alonso.

## Vereine
- 2000–2008 Real Sociedad San Sebastián
- 2003–2004 CD Numancia (auf Leihbasis)
- 2007–2008 Bolton Wanderers (auf Leihbasis)
- 2009–2011 CD Teneriffa
- 2011–2012 Charlton Athletic
- 2014–2018 Real Unión Irún